# Индейская медаль мира
Индейская медаль мира (англ. Indian Peace Medal) — круглый или овальный медальон, который официальные представители федерального правительства США вручали в конце XVIII — начале XIX века влиятельным представителям индейских племён (чаще всего вождям) в знак дружбы. Медали изготавливались из серебра (первоначально гравировались, а со времён Томаса Джефферсона — чеканились). В частности, множество подобных медалей вручила индейским вождям экспедиция Льюиса и Кларка 1804—1806 гг. Чеканка медалей прекратилась во времена президента Эндрю Джексона, при котором отношения между федеральным правительством и индейцами существенно ухудшились.
Чаще всего на одной из сторон медали изображался в полный рост действующий президент США.
При раскопках пещеры Мармс на реке Палус в 1960-е гг. была обнаружена одна из немногих сохранившихся медалей, предположительно вручённая вождю племени не-персе экспедицией Льюиса и Кларка. Позднее медаль была возвращена племени не-персе и вновь погребена в соответствии с Законом о защите и репатриации могил коренных американцев.